# Диеп
Диѐп (на френски: Dieppe) е град в Северозападна Франция. Разположен е на брега на залива Ла Манш и устието на река Бетюн в департамент Сен Маритим на регион Нормандия. Първите сведения за града датират от ок. 900 г. Пристанище и жп възел. Нефтопреработвателна, дървообработваща, корабостроителна и текстилна промишленост. Износ на вина, плодове и зеленчуци. Морски курорт. Население 33 375 жители от преброяването през 2007 г.

## Известни личности
Родени в Диеп
- Луи дьо Бройл (1892 – 1987), физик, Нобелов лауреат
- Абраам Дюкен (1610 – 1688), офицер
- Жозеф Лавале (1747 – 1816), литератор
- Ги дьо Мопасан (1850 – 1893), писател
- Емануел Пти (р.1970), футболист, световен и европейски шампион